# DeWitt-Nunatak
DeWitt-Nunatak ist ein 1295 m hoher Nunatak im westantarktischen Queen Elizabeth Land. In der Patuxent Range der Pensacola Mountains ragt er 11 km westlich des Snake Ridge an der Nordflanke einer Geländestufe aus Eis auf.
Der United States Geological Survey kartierte ihn anhand eigener Vermessungen und Luftaufnahmen der United States Navy aus den Jahren von 1956 bis 1966. Das Advisory Committee on Antarctic Names benannte ihn 1968 nach Steven R. DeWitt, Meteorologe auf der Palmer-Station im antarktischen Winter des Jahres 1966.